# Laurent Purotu
Né le 5 septembre 1961 sur l’ile de Marokau, dans l'archipel des Tuamotu, Laurent Purotu est un des quelques tatoueurs polynésiens qui sont à l'origine de la renaissance puis de l'expansion de cette pratique. Il est également sculpteur et peintre.

## Histoire
Purotu commence à se tatouer à l'âge de sept ans avec des aiguilles à coudre. Dans les années 1980, avec ses cousins Chimé et Roonui, ils forment une bande que l’on a surnommée les trois mousquetaires du tatouage. Ce sont eux qui ont vraiment popularisé le tatouage polynésien, avant de l’exporter. Alors que Roonui et Chimé utilisent aussi bien les machines que les outils traditionnels, Purotu se concentre sur la pratique du tatouage au peigne. Il confectionne lui-même ses outils. À contre-courant de l'ensemble des tatoueurs polynésiens qui s'inspirent des anciens tatouages marquisiens qui ont été très documentés au dix-neuvième siècle, Purotu perpétue les anciens tatouages tahitiens, dont la plupart des motifs n'ont pas été répertoriés.
Dans le milieu des années 1990, il navigue dans le Pacifique jusqu'à Hawaï sur la pirogue traditionnelle Te Aurere. C'est à Big Island qu'il rencontre Chief Miko et devient son tatoueur. De retour de Hawaï il s'installe définitivement sur l'île de Moorea, où il mène une vie polynésienne traditionnelle, partageant son temps entre la pratique de son art, la pêche et l'entretien de son jardin potager. Il participe toutefois régulièrement à des conventions internationales de tatouage, ainsi qu'aux festivals des Arts du Pacifique.

## Vidéographie
- The Stonecutter. Réalisé par Daniel Zirilli. 80 min. Pop art film factory 2007[7]
- Tatau. Documentaire de Jonathan Bougard. 36 min. In Vivo Prod 2019[8].
- Les trois mousquetaires du tatouage. Documentaire de Jonathan Bougard. 26 min. In Vivo Prod 2019[9].
- Tatau i Moorea. Documentaire réalisé par Jonathan Bougard. 6 min. In Vivo Prod 2018[10]